# Colt Model 1855 Sidehammer Revolver

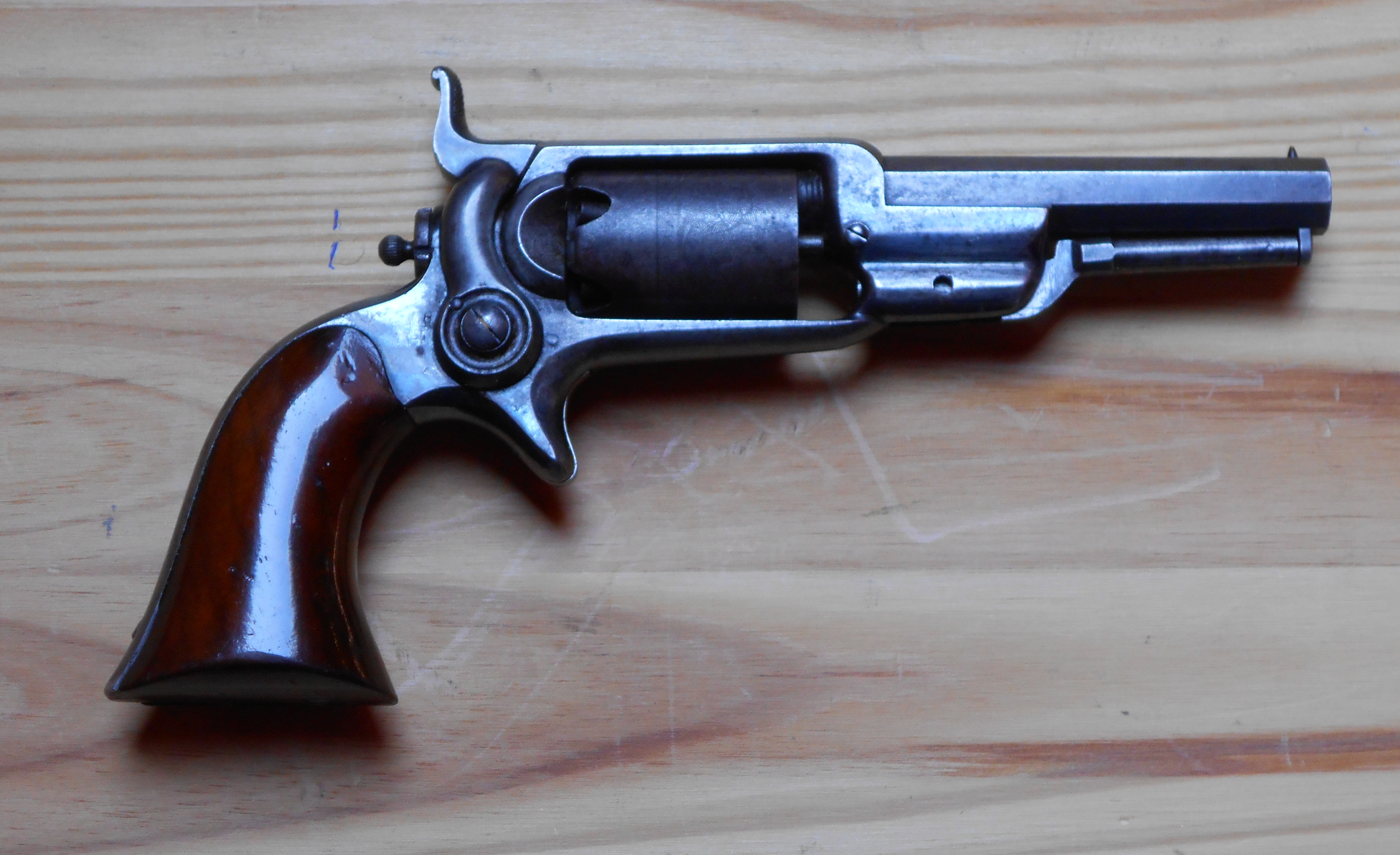
Colt Root, frühe Ausführung, Lauf achteckig, 3.5 inch

Der Colt Model 1855 Sidehammer Revolver, auch Colt New Model of 1855, unter Sammlern als Colt Root Revolver bezeichnet, war der erste in Serie gefertigte Colt-Perkussionsrevolver mit einem geschlossenen Rahmen. Er wurde von Elisha K. Root (1808–1865), einem ab 1849 in der Colt’s Patent Firearms Manufacturing Company tätigen Ingenieur, entwickelt. Zwischen 1855 und 1870 wurden insgesamt etwa 40'000 Taschenrevolver in den Kalibern .28 und .31 und Langwaffen in diversen Kalibern hergestellt.

## Entwicklung, Funktion

### Variante 1855

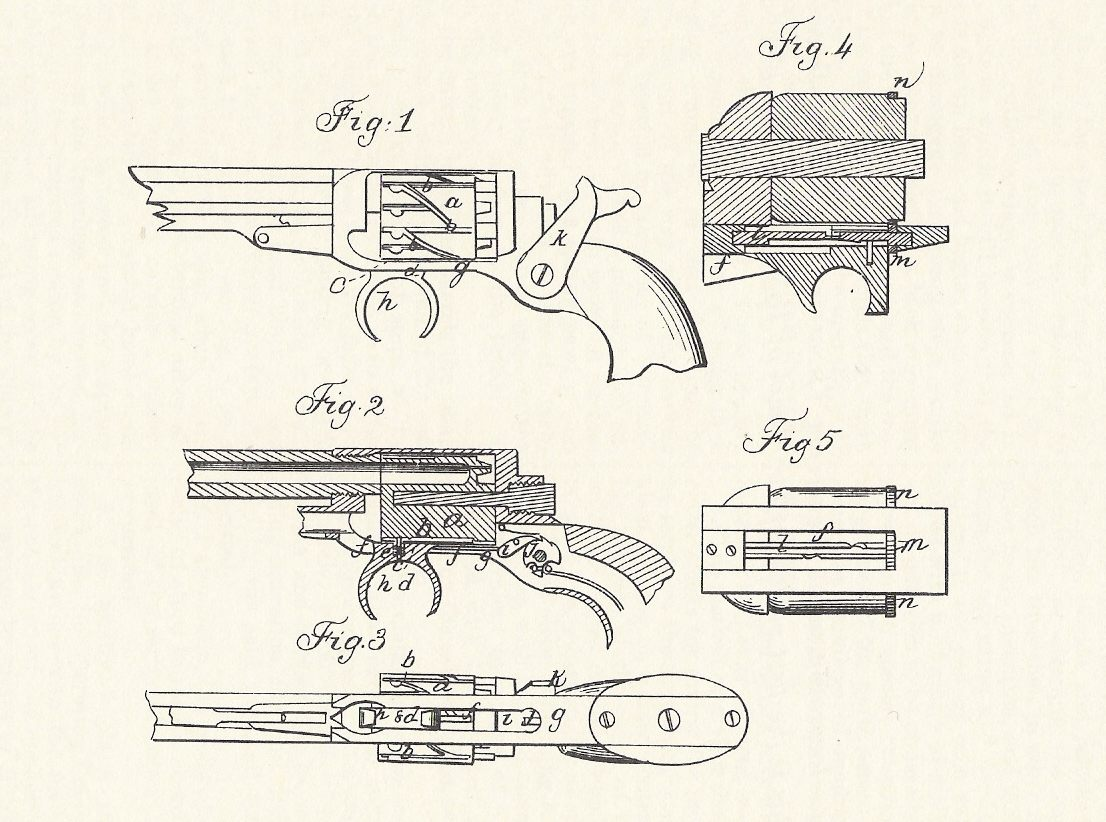
E.K. Roots Patent 1855 für die durch Vor- und Zurückziehen des Abzugs ausgelöste Trommelrotation

Bei der ersten von E. K. Root entwickelten Waffe (Root’s Patent Dec. 25, 1855) wird die Trommel nicht über den hinten an der Trommel liegenden Zahnkranz in die nächste Schussposition gebracht, sondern durch einen Stift, der in die auf der Außenfläche der Trommel eingefrästen Nuten greift. Der Stift ist Teil des Abzugs. Schiebt man den Abzug nach vorn und zurück, so dreht sich die Trommel, die nächste geladene Kammer wird in Schussposition gebracht und der nächste Schuss wird ausgelöst.
Auf der Patentzeichnung (Fig. 1) zeigt sich auch, dass der Kugelsetzer geändert wurde. Der unter dem Lauf angebrachte Ladehebel zur Betätigung des Stößels war nicht mehr unten am Laufrahmen angelenkt, sondern direkt am Stößel. Dieser trägt am hinteren Ende Zähne, die in an der Laufunterseite angebrachte Bohrungen greifen.
Dieses System zum Einpressen des Geschosses in die Trommelbohrung wurde auch bei den späteren Colt Perkussionsrevolvern Army M 1860, Navy M 1861 und Police Pistol M 1863 angewendet.
Fig. 2 zeigt eine kurze, hinten in den Rahmen eingeschraubte Trommelachse und eine zentral nicht vollständig durchbohrte Trommel. Bekannt sind nur Prototypen mit dem gleichen System, keine Serienfertigungen.

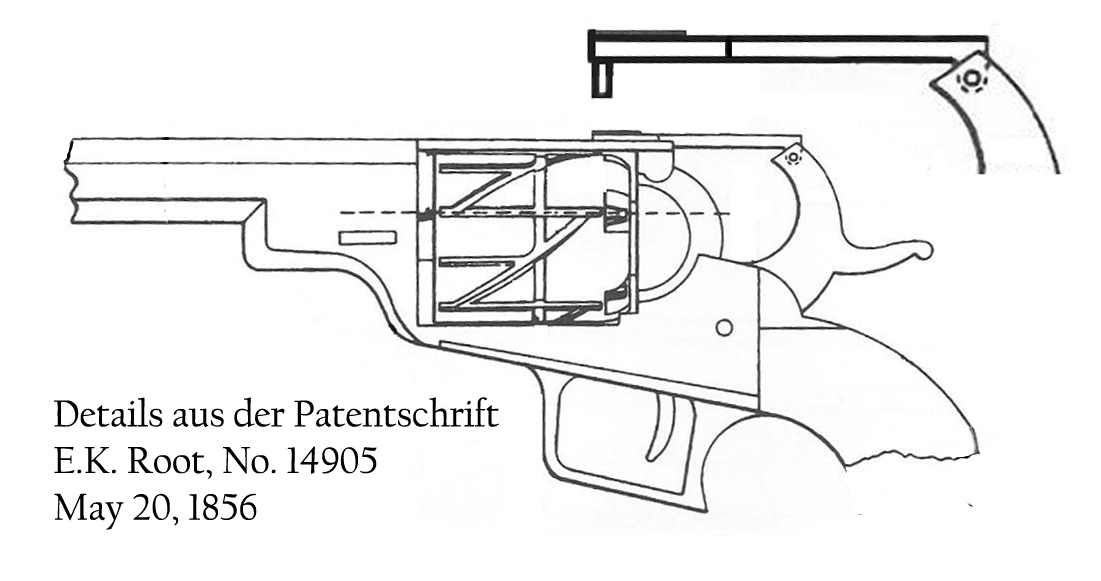
Root’s Patent 1856, Trommelrotation, Auslösung über Metallstreifen zwischen Hahn und Trommel

### Variante 1856
Bei der nächsten Variante (Patent vom 10. Mai 1856) sind Hahn und Trommel über einen Metallstreifen verbunden (Bild). Durch Zurückziehen des Hahns wird die Trommel gedreht und die Waffe ist schussbereit.

### Variante 1857

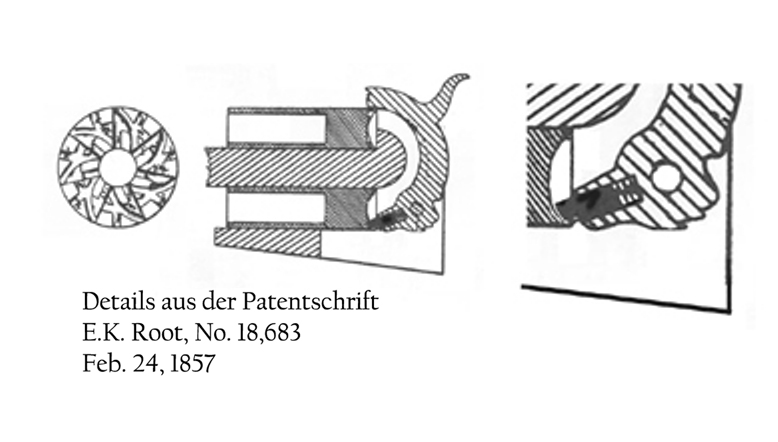
Root’s Patent 1857, Trommelrotation, Auslösung über in hinten in die Trommel eingefräste Nuten

Bei der dritten Variante (Patent vom 24. Feb. 1877) sind die Nuten an der Hinterseite der Trommel eingefräst. Beim Spannen des Hahns wird die Trommel durch einen unten am Hahn angebrachten Stift, der in die Nuten eingreift, gedreht.

### Serienfertigung, Funktion
Im Gegensatz zu den ab 1847 in Serie hergestellten Colt-Perkussionsrevolvern ist der geschlossene Rahmen inklusive Griffansatz einteilig. Der achteckige oder runde Lauf ist fest im Rahmen eingeschraubt. Die auf die Trommelachse aufgesetzte Trommel rotiert mit dieser, die Rotation wird über passende Flächen, eine auf der Achse, eine in der Trommelbohrung, übertragen. Die Achse ist am vorderen Ende mit einer Schraube, bei Langwaffen mit einem gefederten Druckknopf fixiert. Wird diese gelöst, so kann die Achse herausgezogen und die Trommel seitlich aus dem Rahmen entfernt werden.
Bei den in Serie hergestellten Waffen ist der Hahn seitlich rechts an einer durch das Schlossgehäuse gehenden Achse angebracht. Beim Spannen des Hahns löst sich die Blockierung der Trommelachse, dreht sich mit der Trommelachse und bringt die Trommel in die nächste Schussposition. Vor dem Abschuss gleitet ein oben im Griffrahmen angebrachter Metallkeil in ein am hinteren Ende der Trommelachse angebrachtes Rad und blockiert die Rotation der Trommel (Bild).

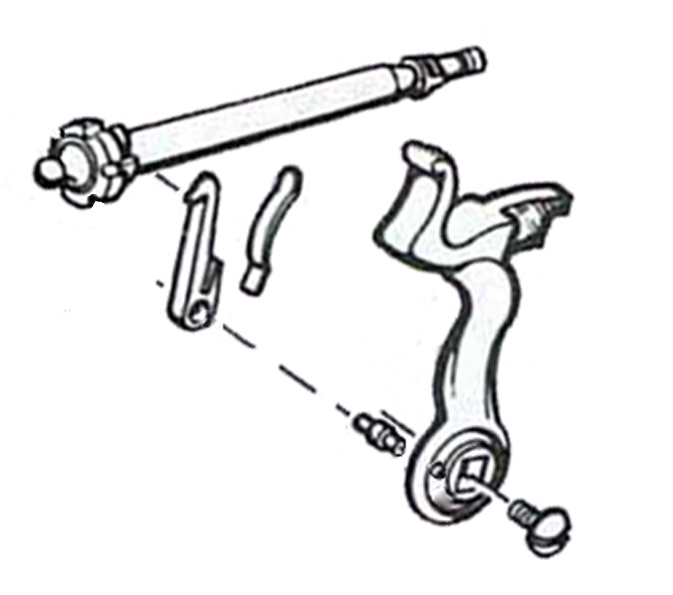
Colt Root Model 1855, Mechanismus zum Rotieren der Trommelachse  durch Spannen des Hahns
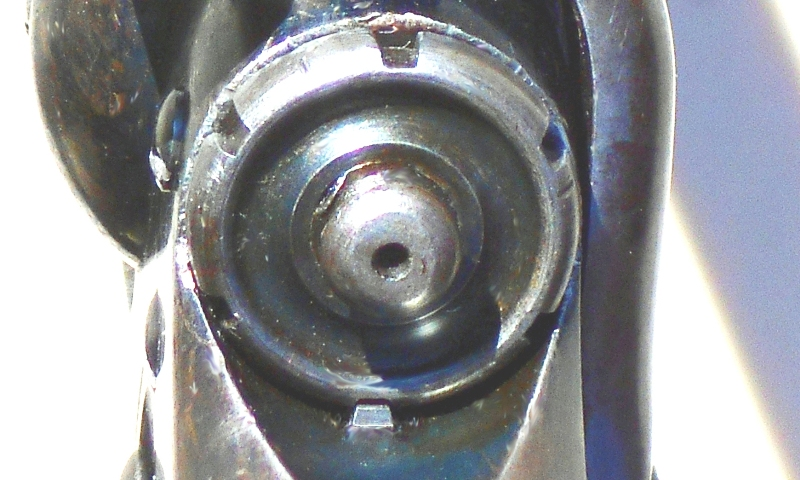
Colt Root, Blockierung der Trommelrotation durch Metallkeil und am Rad angebrachte Einfräsung
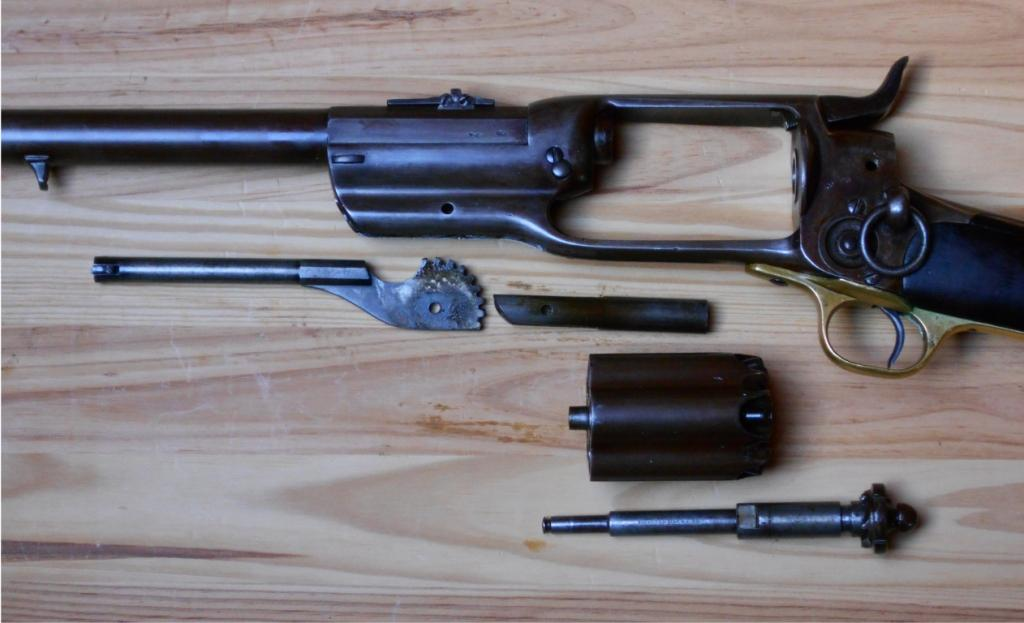
Kleine Zerlegung, vorne auf der Trommelachse sichtbar die Fläche zur Rotationsübertragung
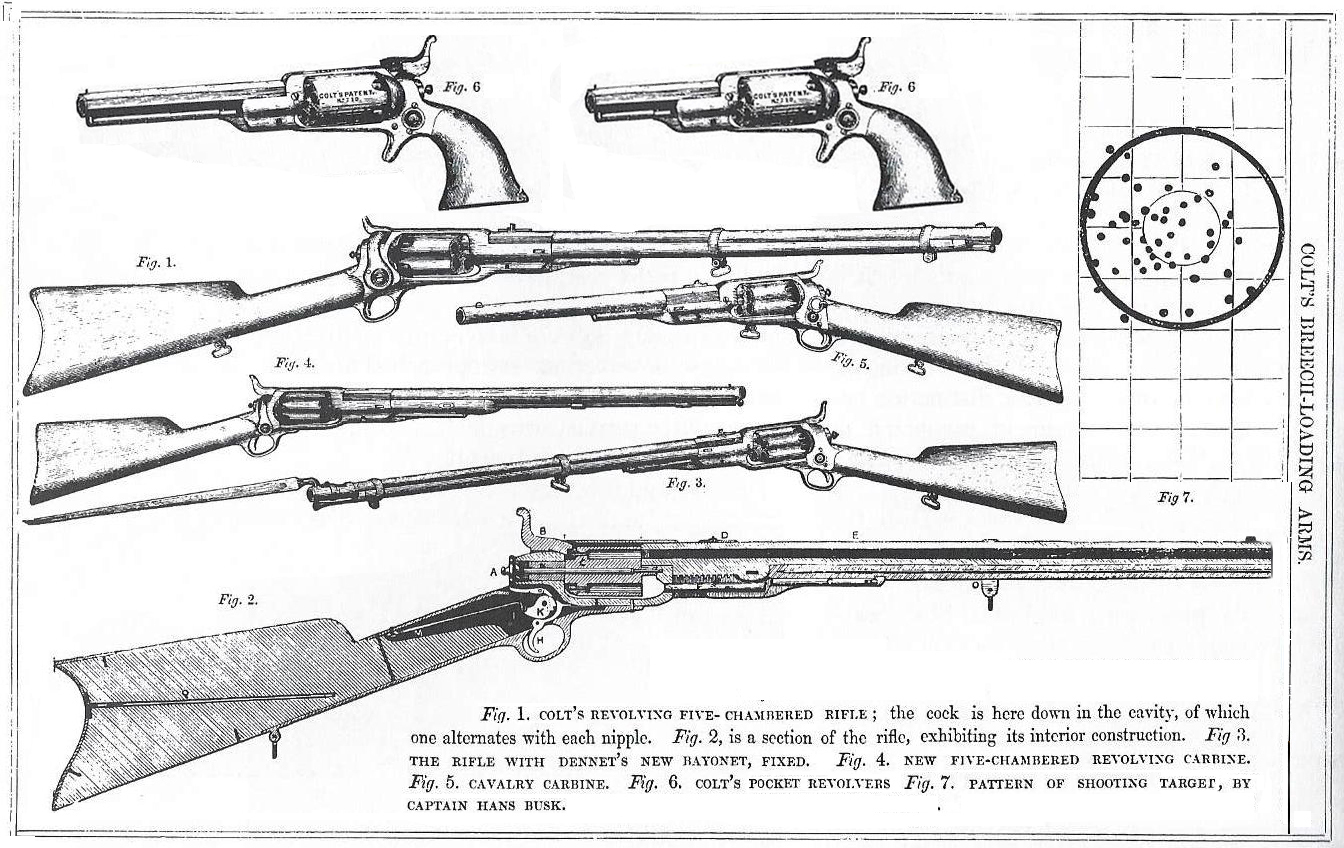
Inserat Colt New Model 1858

## Die Model 1855 Sidehammer Pocket Revolver

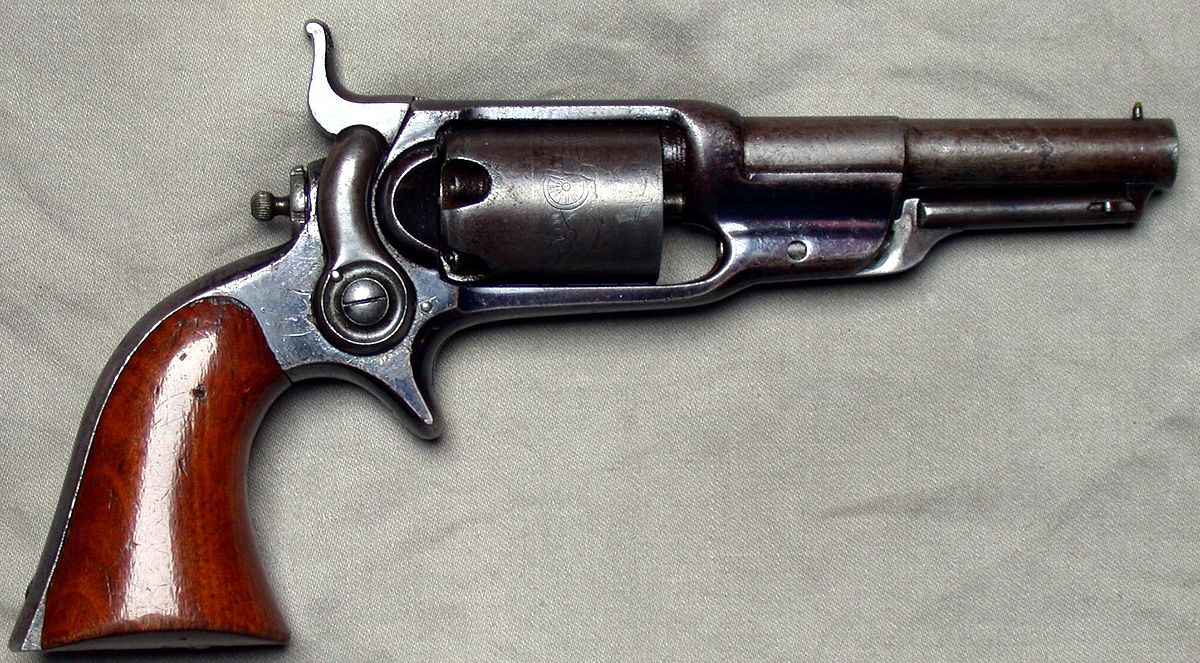
Colt Root Revolver, 7. Model mit rundem Lauf Kal 31

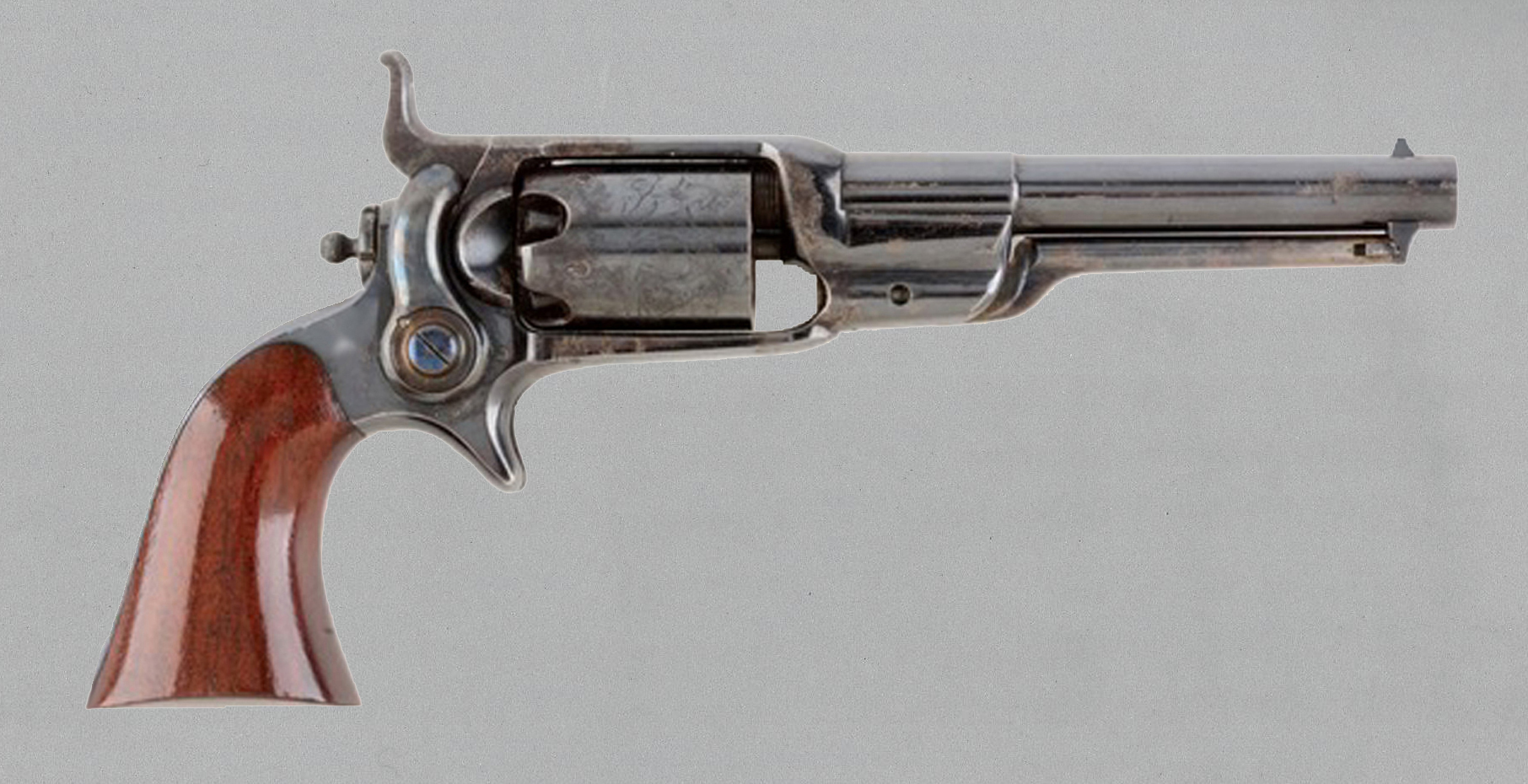
Colt Root Revolver, runder Lauf, 4,5 inch

Die von Elisha K. Root entworfene von Sammlern Root’s Model genannte Waffe wurde serienmäßig als Taschenrevolver in den Kalibern .28 und .31 hergestellt. Von größeren Root-Faustfeuerwaffen (Colt Navy, Colt Dragoon) wurden nur Prototypen hergestellt.
Die ersten Modelle hatten eine glatte, spätere auch eine geflutete Trommel. Bei frühen Fertigungen war der Lauf achtkantig, später wurden auch runde Läufe hergestellt. Die Lauflänge betrug 3,5 Zoll (ca. 9 cm), seltener 4,5 Zoll (ca. 11,5 cm).
Von 1855 bis zur Einstellung der Produktion 1871 wurden
im Kaliber .28 von 1855 bis 1861 (Seriennummer 1–26 000)
im Kaliber .31 und von 1860 bis 1870 (Seriennummer 1–14 000)
insgesamt ca. 40.000 Stück Stück hergestellt.
Während des US-Sezessionskrieges 1861 bis 1865 wurden auf dem Privatmarkt etwa 15.000 Stück des Model-1855-Sidehammer-Revolvers an Offiziere und andere Truppenangehörige verkauft.
Im Verhältnis zum Colt Model 1849 Pocket Revolver (Produktion 1849 bis 1873 331 000 Stück) liefen die Verkäufe des 1855 Sidehammer Revolvers schlecht (Verkäufe 1855 bis 1870 40.000 Stück).
Aus der US-Literatur geht auch hervor, dass Colt beabsichtigte, die Root-Taschenrevolver auch in seiner 1853 errichteten Colt’s London Armoury herzustellen. Es kam nicht mehr dazu, da diese Produktionsstätte 1856 geschlossen wurde.

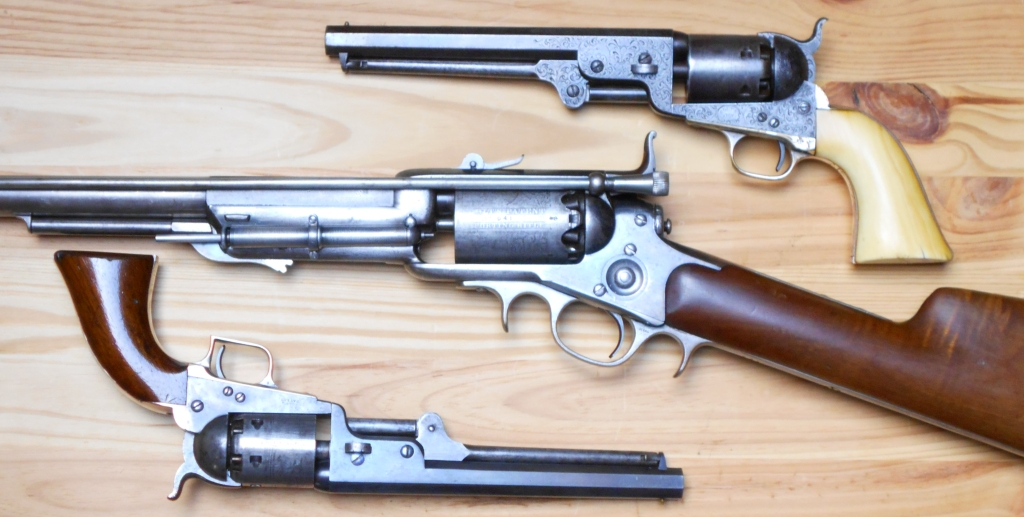
Colt Root „New Model“ 1855 cal .36, Putzstock oben, Fettpresse vor der Trommel. Zum Vergleich 2 Colt 51 Navy cal .36

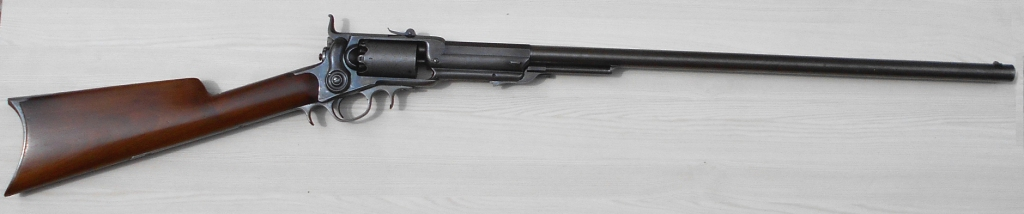
Colt Root „New Model“ 1855 cal 36 Rifle, Lauf 68,5 cm

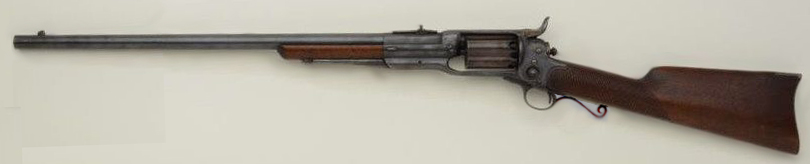
Colt Root Sporting Rifle, Jagdwaffe

## Die Model 1855 Root’s Langwaffen
Das System der 1855 Langwaffen entspricht bis auf Details dem der Faustfeuer-Revolver. Zivile Gewehre, Musketen und Karabiner wurden in diversen Lauflängen, von 15 inch (37 cm) bis 31 inch (76 cm) in den Kalibern .36, .44, .50 mit 6-Schuss-Trommeln hergestellt. Solche in größeren Kalibern .56, .58 (Für Minie-Patronen) .60 und .64 hatten 5-Schuss Trommeln.
Schrotflinten wurden in den Flintenkalibern .60 (.20) und .75 (.10) in diversen Lauflängen bis 36 inch (91 cm) hergestellt.

### Die Sporting Rifles (Zivile Modelle)
Die erste in Serie hergestellte Langwaffe war das Colt „New Model“ 1855 cal .36 Sporting Rifle, im Kaliber .36, selten später auch im Kaliber .44, alle mit runder sechsschüssiger Trommel. Gesamthaft wurden etwas über 1000 dieses Typs hergestellt, bis Seriennummer ca. 300 mit hölzernem Vorderschaft, spätere Modelle ohne Vorderschaft. Um die Hand des Schützen nicht den zwischen Trommel und Lauf austretenden Verbrennungsgasen auszusetzen, waren hinter und vor dem Abzugbügel Auskragungen angebracht.
Spätere zivile Modelle, die Half Stock Sporting Rifle und die Full Stock Sporting Rifle wurden als Jagdwaffen mit verschiedenen Lauflängen von 24, 27 und 30 inch, in den Kalibern .36, .44 mit runden 6-Schuss-Trommeln, in den Kalibern .56 mit gefluteten 5-Schuss-Trommeln hergestellt. Von den Half Stock Modellen (Bild) und den Full Stock Modellen (Mit langem Vorderschaft) wurden zwischen etwa 1500 und 2000 Stück hergestellt. Eines dieser Gewehre trägt die Nummer 11.255 (Als Erklärung für die hohe Nummer kann angenommen werden, dass es sich um eine nicht abgenommene und zur Zivilwaffe abgeänderte Militärwaffe handelt).
Die Waffe wurde auch als Revolving Shotgun Model 5 Schuss Schrotflinte in den Kalibern 60 (Kal 20) und 75 (Kal 10) in Lauflängen von 27, 30, 33 und 36 inch angeboten. zwischen 1860 und 1863 wurden ca. 1100 dieser Flinten hergestellt.

### Die Militärwaffen
Zur Ausrüstung der US-Armee, der Milizen der US-Staaten und fremden Armeen wurden Kavalleriekarabiner, Artilleriekarabiner mit hölzernem Vorderschaft und Bajonetthaft sowie vollgeschäftete Musketen mit Bajonetthaft hergestellt.

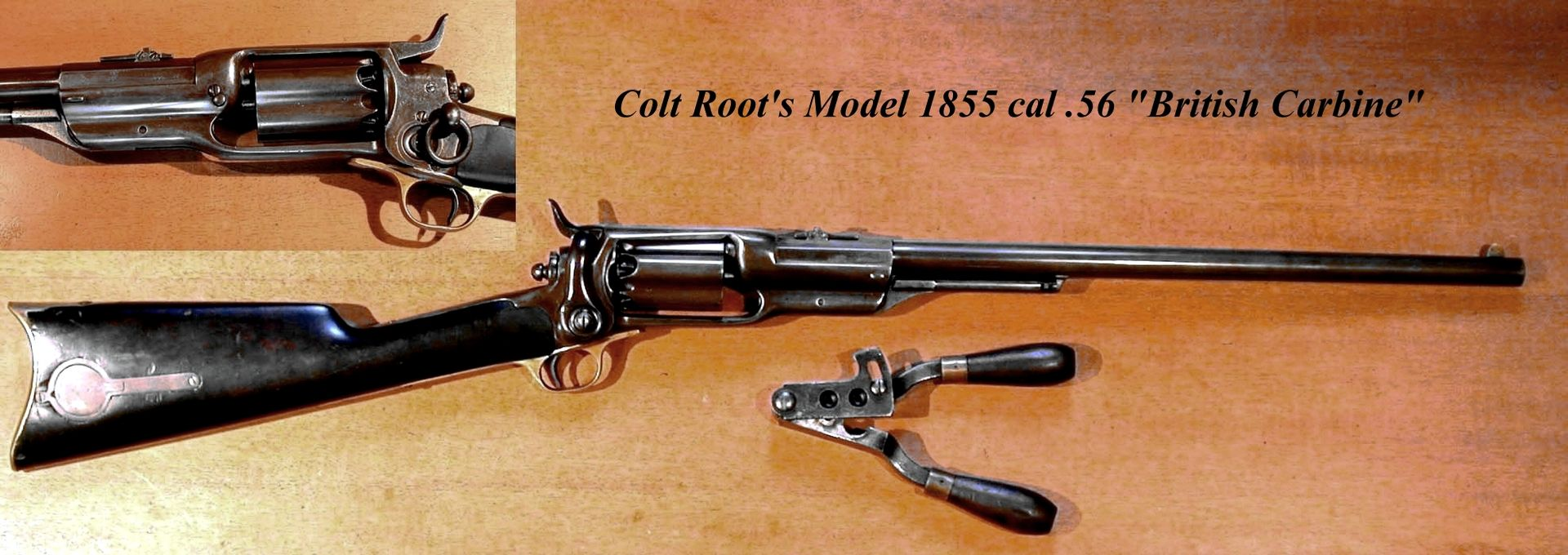
Colt Root M55 British Carbine, Lauf 21 inch

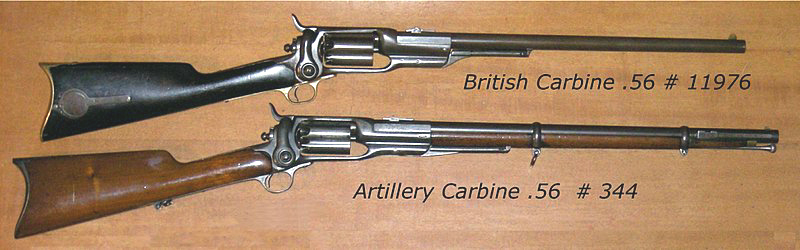
Colt Root M55 Karabiner, beide cal .56, oben British Model, untere Waffe mit Bajonettansatz für italienisches Bajonett, Lauf 24 inch

Vor dem Ausbruch des U.S. Bürgerkrieges erwarb die US-Armee etwas über 700 Root-Karabiner und Gewehre, ein Teil der Waffen ging an die Südstaaten. Nach Kriegsbeginn erwarb die Union zudem etwa 4800 dieser Waffen. Für die damit ausgerüsteten Truppen traten allerdings Probleme auf. Waren die Waffen nicht korrekt geladen, so konnten Überzündungen auf die nächsten geladenen Kammern vorkommen und zu schweren Verletzungen am Arm des Schützen führen. Aufgrund dieser Probleme wurden die Root-Gewehre und Karabiner zurückgezogen und durch konventionelle Waffen, aber auch durch Spencer-Gewehre ersetzt.
Großbritannien erwarb etwa 2000 Karabiner im Kaliber .56 in Lauflängen zwischen 21 und 30 Zoll. Die Seriennummern der Waffen liegen zwischen 10.000 und 12.000. Sie wurden in den Kolonien und von englischen Truppen im Krimkrieg eingesetzt.
Die Root-Langwaffen wurden auch im Risorgimento in Italien verwendet. Bekannt ist eine Korrespondenz zwischen Giuseppe Garibaldi und Samuel Colt, in der sich Garibaldi bei Colt für die großzügigen Waffenlieferungen bedankt. Bei den gelieferten Rootkarabinern wurde in Italien ein Bajonettansatz für das italienische Bajonett aufgelötet.